# Championnat d'Algérie de football 2016-2017
Navigation
Ligue 1
2015-2016 Ligue 1
2017-2018
La saison 2016-2017 de Ligue 1 est la 55e édition du championnat d'Algérie de football et la septième sous l'ère professionnelle. Le championnat oppose seize clubs algériens et débute le 20 août 2016.

## Équipes participantes
Les matchs derbys entre les équipes algéroises de ce championnat (CR Belouizdad, MC Alger, NA Hussein Dey, USM Alger, USM El Harrach) se jouent tous au niveau du stade du 5-juillet-1962 d'Alger.
| \| MCA USMA CRB NAHD USMH \| Localisation des clubs algérois engagés en championnat. |
| MCA USMA CRB NAHD USMH                                                               |

| \| CSC OM CAB RCR DRBT USMBA ESS JSK MOB JS Saoura MCO Alger \| Localisation des clubs engagés dans le championnat. |
| CSC OM CAB RCR DRBT USMBA ESS JSK MOB JS Saoura MCO Alger                                                           |

## Participants
Les treize premiers de la Ligue 1 2015-2016 ainsi que les trois premiers de la Ligue 2 2015-2016 participent à la compétition.
| Club           | Dernière montée | Classement 2015-2016 | Entraîneur                       | Stade                       | Capacité théorique | Pelouse     | Saisons en D1 |
| -------------- | --------------- | -------------------- | -------------------------------- | --------------------------- | ------------------ | ----------- | ------------- |
| USM Alger      | 1995            | 1er                  | Paul Put                         | Stade Omar-Hamadi           | 12 000             | Synthétique | 36            |
| JS Saoura      | 2012            | 2e                   | Wahib Bourzag                    | Stade du 20-Août-1955       | 20 000             | Synthétique | 4             |
| JS Kabylie     | 1969            | 3e                   | Mourad Rahmouni                  | Stade du 1er-Novembre-1954  | 17 000             | Synthétique | 47            |
| CR Belouizdad  | 1989            | 4e                   | Badou Zaki                       | Stade du 20-Août-1955       | 15 000             | Synthétique | 51            |
| ES Sétif       | 1997            | 5e                   | Kheireddine Madoui               | Stade du 8-Mai-1945         | 25 000             | Synthétique | 48            |
| MO Béjaïa      | 2013            | 6e                   | Amar Allou                       | Stade de l'Unité maghrébine | 17 500             | Synthétique | 3             |
| DRB Tadjenanet | 2015            | 7e                   | Meziane Ighil                    | Stade Lahoua-Smaïl          | 10 000             | Synthétique | 1             |
| CS Constantine | 2011            | 8e                   | Abdelkader Amrani                | Stade Chahid-Hamlaoui       | 40 000             | Naturelle   | 19            |
| USM El Harrach | 2008            | 9e                   | Mohamed Haniched Nacer Bechouche | Stade du 1er-Novembre-1954  | 5 000              | Synthétique | 33            |
| MC Oran        | 2009            | 10e                  | Bachir Mecheri                   | Stade Ahmed-Zabana          | 40 000             | Synthétique | 51            |
| NA Hussein Dey | 2014            | 11e                  | Alain Michel                     | Stade du 20-Août-1955       | 15 000             | Synthétique | 39            |
| MC Alger       | 2003            | 12e                  | Kamel Mouassa                    | Stade Omar-Hamadi           | 12 000             | Synthétique | 47            |
| RC Relizane    | 2015            | 13e                  | Moez Bououkaz                    | Stade Tahar-Zoughari        | 30 000             | Synthétique | 6             |
| O. Médéa       | 2016            | 1er (Ligue 2)        | Sid Ahmed Slimani                | Stade Imam-Lyes             | 12 000             | Naturelle   | 0             |
| CA Batna       | 2016            | 2e (Ligue 2)         | Salim Aribi                      | Stade Mustapha-Sefouhi      | 5 000              | Synthétique | 6             |
| USM Bel Abbès  | 2016            | 3e (Ligue 2)         | Tahar Chérif El-Ouazzani         | Stade du 24-Février-1956    | 45 000             | Synthétique | 19            |

Légende des couleurs
- Ligue des champions de la CAF 2017
- Coupe de la confédération 2017
- Championnat arabe des clubs 2017
- Promu de Ligue 2

### Changements d'entraîneur
- Pendant l'inter-saison

| Club           | Entraîneur partant  | Motif du départ                     | Date de départ | Entraîneur arrivant      | Date d'arrivée   |
| -------------- | ------------------- | ----------------------------------- | -------------- | ------------------------ | ---------------- |
| CA Batna       | Rachid Bouarrata    | Résiliation de contrat à l'amiable  | juin 2016      | Toufik Rouabah           | juin 2016        |
| CR Belouizdad  | Didine Maroc        | Fin de l'intérim                    | juin 2016      | Fouad Bouali             | 15 juin 2016     |
| ES Sétif       | Alain Geiger        | Fin de contrat                      | mai 2016       | Abdelkader Amrani        | 1er juin 2016    |
| JS Saoura      | Abdelkader Gourari  | Contrat non-renouvelé               | juin 2016      | Sébastien Desabre        | 14 juin 2016     |
| MC Alger       | Lotfi Amrouche      | Réorientation vers la catégorie U21 | mai 2016       | Djamel Menad             | 16 mai 2016      |
| MC Oran        | Bachir Mecheri      | Fin de l'intérim                    | mai 2016       | Omar Belatoui            | 24 juin 2016     |
| MO Béjaïa      | Abdelkader Amrani   | Fin de contrat                      | mai 2016       | Nacer Sandjak            | 6 juin 2016      |
| RC Relizane    | Kada Aïssa          | Contrat non-renouvelé               | juin 2016      | Moez Bououkaz            | 14 juillet 2016  |
| USM Alger      | Miloud Hamdi        | Fin de contrat                      | 30 juin 2016   | Adel Amrouche            | juillet 2016     |
| USM Alger      | Adel Amrouche       | Consentement mutuel                 | 17 août 2016   | Jean-Michel Cavalli      | août 2016        |
| USM Bel Abbès  | Abdelkrim Benyelles | Contrat non-renouvelé               | mai 2016       | Tahar Chérif El-Ouazzani | 3 juin 2016      |
| USM El Harrach | Nacer Bechouche     | Fin de l'intérim                    | mai 2016       | Boualem Charef           | 1er juillet 2016 |

- Pendant la saison

| Club           | Entraîneur partant              | Motif du départ                                                            | Date de départ                  | Entraîneur arrivant                 | Date d'arrivée                       |
| -------------- | ------------------------------- | -------------------------------------------------------------------------- | ------------------------------- | ----------------------------------- | ------------------------------------ |
| CR Belouizdad  | Fouad Bouali                    | Résiliation de contrat à l'amiable                                         | 28 août 2016                    | Alain Michel                        | septembre 2016                       |
| JS Saoura      | Sébastien Desabre               | Signé par le WA Casablanca                                                 | 31 août 2016                    | Salem Laoufi                        | juillet 2016                         |
| CS Constantine | Didier Gomes Da Rosa            | Renvoi                                                                     | 11 septembre 2016               | Karim Khouda                        | septembre 2016                       |
| CR Belouizdad  | Saber Bensmail                  | Fin de contrat                                                             | 18 septembre 2016               | Alain Michel                        | septembre 2016                       |
| CS Constantine | Karim Khouda                    | Renvoi                                                                     | 19 septembre 2016               | Roger Lemerre                       | septembre 2016                       |
| CS Constantine | Roger Lemerre                   | Renvoi                                                                     | septembre 2016                  | Miguel Ángel Portugal               | novembre 2016                        |
| JS Saoura      | Salem Laoufi                    | Limogé                                                                     | 25 septembre 2016               | Karim Khouda                        | 29 septembre 2016                    |
| JS Kabylie     | Kamel Mouassa                   | Résiliation de contrat                                                     | 17 octobre 2016                 | Sofiene Hidoussi et Lakhdar Adjali  | 27 octobre 2016 puis 9 décembre 2016 |
| CR Belouizdad  | Alain Michel                    | Limogeage                                                                  | 22 octobre 2016                 | Badou Zaki                          | 5 novembre 2016                      |
| NA Hussein Dey | Youcef Bouzidi                  | Limogeage                                                                  | 22 octobre 2016                 | Alain Michel                        | 24 octobre 2016                      |
| USM Alger      | Jean-Michel Cavalli             | Consentement mutuel                                                        | octobre 2016                    | Paul Put                            | 30 octobre 2016                      |
| MC Alger       | Djamel Menad                    | Démission                                                                  | 1er novembre 2016               | Kamel Mouassa                       | 2 novembre 2016                      |
| MO Béjaïa      | Nacer Sendjak Lakhdar Adjali    | Limogeage et affaire portée à la justice Démission                         | Décembre 2016 22 novembre 2016  | Youcef Bouzidi                      | 24 novembre 2016                     |
| CS Constantine | Miguel Ángel Portugal           | Démission                                                                  | 10 décembre 2016                | Abdelkader Amrani                   | 01 janvier 2017                      |
| ES Sétif       | Abdelkader Amrani               | Démission                                                                  | 14 décembre 2016                | Malik Zorgane et Kheirredine Madoui | 24 décembre 2016,                    |
| MO Béjaïa      | Youcef Bouzidi                  | Annulation d'engagement                                                    | 20 décembre 2016                | Abdelouahab Boussâada               | 20 décembre 2016                     |
| CA Batna       | Toufik Rouabah                  | Démission                                                                  | 25 décembre 2016                | Ali Mechiche                        | 01 janvier 2017                      |
| JS Kabylie     | Lakhdar Adjali Sofiene Hidoussi | Démission pour raison personnelle Limogeage et affaire portée à la justice | 26 janvier 2017 04 février 2017 | Mourad Rahmouni                     | 14 février 2017                      |
| MO Béjaïa      | Abdelouahab Boussâada           | Fin de mission d'intérim                                                   | 03 janvier 2017                 | Mohamed Henkouche                   | 03 janvier 2017                      |
| MO Béjaïa      | Mohamed Henkouche               | Démission                                                                  | 12 février 2017                 | Abdelouahab Boussâada et Amar Alou  | 14 février 2017                      |
| DRB Tadjenanet | Lyamine Bougherara              | Résiliation de contrat à l'amiable                                         | 31 mars 2017                    | Meziane Ighil                       | 03 avril 2017                        |
| CA Batna       | Ali Mechiche                    | Résiliation de contrat à l'amiable                                         | 01 avril 2017                   | Halim Bouarrara                     | 03 avril 2017                        |
| MC Oran        | Omar Belatoui                   | Résiliation de contrat à l'amiable                                         | 30 avril 2017                   | Jean-Michel Cavalli                 | 1er mai 2017                         |
| MO Béjaïa      | Abdelouahab Boussâada           | Démission                                                                  | 11 mai 2017                     | Amar Alou                           | 11 mai 2017                          |
| USM El Harrach | Boualem Charef                  | Démission pour non payement de mensualités                                 | 12 mai 2017                     | Nacer Bechouche et Hassan Benomar   | 14 mai 2017                          |

### Calendrier
|    | 2016      | 2016      | 2016                  | 2016      | 2016          | 2016          | 2017       | 2017       | 2017         | 2017         | 2017       | 2017        |  |
|    | Juillet   | Août      | Septembre             | Octobre   | Novembre      | Décembre      | Janvier    | Février    | Mars         | Avril        | Mai        | Juin        |  |
| -- | --------- | --------- | --------------------- | --------- | ------------- | ------------- | ---------- | ---------- | ------------ | ------------ | ---------- | ----------- |  |
| 1  | ven.      | lun.      | jeu.                  | Journée 6 | Supercoupe    | jeu.          | dim.       | mer.       | mer.         | Quarts de f. | lun.       | jeu.        |  |
| 2  | sam.      | mar.      | ven.                  | dim.      | mer.          | ven.          | lun.       | jeu.       | jeu.         | dim.         | mar.       | ven.        |  |
| 3  | dim.      | mer.      | sam.                  | lun.      | jeu.          | Journée 13    | mar.       | ven.       | ven.         | lun.         | mer.       | sam.        |  |
| 4  | lun.      | jeu.      | Lesotho               | mar.      | ven.          | dim.          | mer.       | Journée 18 | Journée 22   | mar.         | jeu.       | dim.        |  |
| 5  | mar.      | ven.      | lun.                  | mer.      | Journée 10    | lun.          | jeu.       | dim.       | dim.         | mer.         | ven.       | lun.        |  |
| 6  | mer.      | sam.      | mar.                  | jeu.      | Finale        | mar.          | ven.       | lun.       | lun.         | jeu.         | Journée 25 | mar.        |  |
| 7  | jeu.      | dim.      | mer.                  | sam.      | lun.          | mer.          | sam.       | mar.       | mar.         | ven.         | dim.       | Journée 28  |  |
| 8  | ven.      | lun.      | jeu.                  | dim.      | mar.          | jeu.          | dim.       | mer.       | mer.         | sam.         | lun.       | jeu.        |  |
| 9  | sam.      | mar.      | ven.                  | Cameroun  | mer.          | ven.          | lun.       | jeu.       | jeu.         | dim.         | mar.       | ven.        |  |
| 10 | dim.      | mer.      | Journée 3             | mar.      | jeu.          | Journée 14    | mar.       | ven.       | ven.         | lun.         | mer.       | Journée 29  |  |
| 11 | lun.      | jeu.      | dim.                  | mer.      | Journée 11    | dim.          | mer.       | Journée 19 | Journée 23   | mar.         | jeu.       | dim.        |  |
| 12 | mar.      | ven.      | lun.                  | jeu.      | Nigeria       | lun.          | jeu.       | dim.       | dim.         | mer.         | ven.       | lun.        |  |
| 13 | mer.      | Journée 5 | mar.                  | jeu.      | dim.          | mar.          | ven.       | lun.       | lun.         | jeu.         | Journée 26 | mar.        |  |
| 14 | jeu.      | Journée 5 | mer.                  | ven.      | lun.          | mer.          | sam.       | mar.       | mar.         | ven.         | dim.       | Journée 30  |  |
| 15 | Journée 3 | lun.      | jeu.                  | Journée 7 | mar.          | jeu.          | dim.       | mer.       | mer.         | sam.         | lun.       | jeu.        |  |
| 16 | Journée 3 | mar.      | ven.                  | Finale    | mer.          | 32e de finale | lun.       | jeu.       | jeu.         | dim.         | mar.       | ven.        |  |
| 17 | Journée 3 | mer.      | Demi-finalesJournée 4 | lun.      | jeu.          | 32e de finale | mar.       | ven.       | ven.         | lun.         | mer.       | sam.        |  |
| 18 | lun.      | jeu.      | Demi-finale           | mar.      | ven.          | dim.          | mer.       | Journée 20 | Journée 24   | mar.         | jeu.       | dim.        |  |
| 19 | mar.      | ven.      | lun.                  | mer.      | Journée 12    | lun.          | jeu.       | dim.       | dim.         | mer.         | ven.       | lun.        |  |
| 20 | mer.      | Journée 1 | mar.                  | jeu.      | dim.          | mar.          | ven.       | lun.       | lun.         | jeu.         | Journée 27 | Demi-finale |  |
| 21 | jeu.      | dim.      | mer.                  | ven.      | lun.          | mer.          | Journée 16 | mar.       | mar.         | ven.         | dim.       | mer         |  |
| 22 | ven.      | lun.      | jeu.                  | Journée 8 | mar.          | jeu.          | dim.       | mer.       | mer.         | sam.         | lun.       | jeu.        |  |
| 23 | sam.      | Journée 6 | ven.                  | Finale    | mer.          | Journée 15    | lun.       | jeu.       | jeu.         | dim.         | mar.       | ven.        |  |
| 24 | dim.      | Journée 6 | Demi-finalesJournée 5 | lun.      | 64e de finale | sam.          | mar.       | ven.       | ven.         | lun.         | mer.       | Demi-finale |  |
| 25 | lun.      | jeu.      | Demi-finale           | mar.      | 64e de finale | dim.          | mer        | Journée 21 | sam.         | mar.         | jeu.       | dim.        |  |
| 26 | Journée 4 | ven.      | lun.                  | mer.      | 64e de finale | lun.          | jeu.       | dim.       | dim.         | mer.         | ven.       | lun.        |  |
| 27 | Journée 4 | Journée 2 | mar.                  | jeu.      | dim.          | 8es de finale | ven.       | lun.       | lun.         | jeu.         | sam.       | mar.        |  |
| 28 | jeu.      | dim.      | mer.                  | ven.      | lun.          | 8es de finale | Journée 17 | mar.       | mar.         | ven.         | dim.       | mer.        |  |
| 29 | ven.      | lun.      | jeu.                  | Journée 9 | mar.          | jeu.          | dim.       |            | mer.         | sam.         | lun.       | jeu.        |  |
| 30 | sam.      | mar.      | ven.                  | Finale    | mer.          | ven.          | lun.       |            | jeu.         | dim.         | mar.       | ven.        |  |
| 31 | dim.      | mer.      |                       | lun.      |               | sam.          | mar.       |            | Quarts de f. |              | mer.       |             |  |
|    | Juillet   | Août      | Septembre             | Octobre   | Novembre      | Décembre      | Janvier    | Février    | Mars         | Avril        | Mai        | Juin        |  |
|    |           |           |                       |           |               |               |            |            |              |              |            |             |  |

## Compétition

### Classement
Le classement est calculé avec le barème de points suivant : une victoire vaut trois points, le match nul un. La défaite ne rapporte aucun point.
Critères de départage :
1. plus grand nombre de points ;
2. plus grande différence de buts particulière ;
3. plus grande différence de buts générale de la phase allée puis au retour ;
4. plus grand nombre de buts marqués ;
5. meilleure place au Challenge du fair-play (1 point par joueur averti, 3 points par joueur exclu)

Source : Classement officiel sur le site de la DZFoot.
| Rang | Équipe          | Pts | J  | G  | N  | P  | Bp | Bc | Diff |
| ---- | --------------- | --- | -- | -- | -- | -- | -- | -- | ---- |
| 1    | ES Sétif        | 57  | 30 | 17 | 6  | 7  | 42 | 23 | +19  |
| 2    | MC Alger        | 50  | 30 | 14 | 8  | 8  | 38 | 27 | +11  |
| 3    | USM Alger T S   | 50  | 30 | 14 | 8  | 8  | 50 | 31 | +19  |
| 4    | USM Bel-Abbès P | 48  | 30 | 14 | 6  | 10 | 37 | 33 | +4   |
| 5    | JS Saoura       | 45  | 30 | 12 | 9  | 9  | 34 | 30 | +4   |
| 6    | CR Belouizdad C | 43  | 30 | 12 | 7  | 11 | 30 | 25 | +5   |
| 7    | MC Oran         | 40  | 30 | 9  | 13 | 8  | 24 | 25 | -1   |
| 8    | NA Hussein Dey  | 40  | 30 | 11 | 7  | 12 | 38 | 37 | +1   |
| 9    | CS Constantine  | 39  | 30 | 10 | 9  | 11 | 34 | 33 | +1   |
| 10   | DRB Tadjenanet  | 39  | 30 | 10 | 9  | 11 | 33 | 32 | +1   |
| 11   | JS Kabylie      | 38  | 30 | 8  | 14 | 8  | 20 | 24 | -4   |
| 12   | O Médéa P       | 38  | 30 | 10 | 8  | 12 | 32 | 40 | -8   |
| 13   | USM El Harrach  | 36  | 30 | 7  | 15 | 8  | 15 | 21 | -6   |
| 14   | RC Relizane -6  | 36  | 30 | 12 | 6  | 12 | 34 | 32 | +2   |
| 15   | CA Batna P      | 25  | 30 | 6  | 7  | 17 | 20 | 42 | -22  |
| 16   | MO Béjaïa -1    | 18  | 30 | 3  | 10 | 17 | 23 | 49 | -26  |

Qualifications internationales
- Ligue des champions de la CAF 2018
- Coupe de la confédération 2018
- Championnat arabe des clubs 2017-2018

Relégation
- Relégation en Ligue 2 2017-2018

Abréviations
T : Tenant du titre

S : Vainqueur de la Supercoupe d'Algérie 2016

C : Vainqueur de la Coupe d'Algérie 2016-2017

P : Promus de Ligue 2 2015-2016

* : Défalcation de 3 points à la suite de la non-régulation des salaires des joueurs ; 
puis encore défalcation de 3 points +  match perdu par pénalité à la suite du forfait 

du RCR lors de la 1re journée face au NAHD.

' : Défalcation de 1 point au MOB à la suite de l'arrêt de la partie contre la JSS, dû 
à un effectif réduit à moins de 7 joueurs et match perdu par pénalité.

### Évolution du classement
Le tableau suivant récapitule le classement au terme de chacune des journées définies par le calendrier officiel, les matchs joués en retard sont pris en compte la journée suivante.
| Journées → | 1  | 2  | 3  | 4  | 5  | 6  | 7  | 8  | 9  | 10 | 11 | 12 | 13 | 14 | 15 | 16 | 17 | 18 | 19 | 20 | 21 | 22 | 23 | 24 | 25 | 26 | 27 | 28 | 29 | 30 | En tête | Relégable |
| ---------- | -- | -- | -- | -- | -- | -- | -- | -- | -- | -- | -- | -- | -- | -- | -- | -- | -- | -- | -- | -- | -- | -- | -- | -- | -- | -- | -- | -- | -- | -- | ------- | --------- |
| CAB        | 13 | 9  | 9  | 8  | 8  | 11 | 10 | 12 | 11 | 13 | 9  | 10 | 11 | 12 | 13 | 11 | 12 | 12 | 14 | 15 | 15 | 15 | 15 | 15 | 15 | 15 | 15 | 15 | 15 | 15 |         | 12        |
| CRB        | 7  | 11 | 8  | 10 | 13 | 10 | 12 | 13 | 14 | 15 | 14 | 14 | 13 | 11 | 11 | 9  | 9  | 10 | 8  | 9  | 9  | 9  | 9  | 8  | 9  | 8  | 9  | 6  | 6  | 6  |         | 4         |
| CSC        | 5  | 12 | 12 | 13 | 10 | 6  | 6  | 5  | 6  | 7  | 11 | 11 | 12 | 13 | 14 | 14 | 13 | 13 | 11 | 12 | 13 | 12 | 14 | 14 | 12 | 11 | 13 | 13 | 11 | 10 |         | 4         |
| DRBT       | 3  | 2  | 5  | 4  | 6  | 7  | 9  | 7  | 10 | 12 | 13 | 8  | 10 | 10 | 10 | 13 | 14 | 14 | 15 | 13 | 14 | 13 | 13 | 12 | 13 | 12 | 11 | 10 | 12 | 9  |         | 4         |
| ESS        | 5  | 3  | 2  | 3  | 5  | 4  | 4  | 4  | 2  | 3  | 4  | 5  | 5  | 5  | 4  | 2  | 2  | 2  | 3  | 2  | 1  | 1  | 1  | 1  | 1  | 1  | 1  | 1  | 1  | 1  | 10      |           |
| JSK        | 9  | 6  | 6  | 7  | 8  | 9  | 8  | 11 | 12 | 8  | 10 | 12 | 14 | 14 | 12 | 12 | 11 | 11 | 12 | 11 | 11 | 11 | 12 | 11 | 11 | 14 | 12 | 12 | 9  | 11 |         | 3         |
| JSS        | 14 | 10 | 11 | 12 | 14 | 12 | 11 | 8  | 8  | 5  | 7  | 6  | 7  | 7  | 6  | 6  | 7  | 7  | 7  | 7  | 7  | 5  | 6  | 5  | 7  | 5  | 6  | 5  | 4  | 5  |         | 2         |
| MCA        | 9  | 5  | 4  | 6  | 3  | 5  | 3  | 3  | 4  | 1  | 1  | 2  | 1  | 1  | 1  | 1  | 1  | 1  | 1  | 1  | 3  | 2  | 2  | 2  | 2  | 2  | 2  | 2  | 2  | 2  | 10      |           |
| MCO        | 7  | 4  | 3  | 2  | 2  | 2  | 2  | 2  | 3  | 4  | 3  | 3  | 2  | 3  | 2  | 3  | 3  | 4  | 5  | 6  | 6  | 7  | 8  | 9  | 8  | 9  | 7  | 8  | 7  | 7  |         |           |
| MOB        | 14 | 15 | 15 | 9  | 12 | 14 | 15 | 15 | 15 | 14 | 15 | 16 | 16 | 16 | 16 | 16 | 16 | 16 | 16 | 16 | 16 | 16 | 16 | 16 | 16 | 16 | 16 | 16 | 16 | 16 |         | 28        |
| NAHD       | 1  | 7  | 7  | 5  | 4  | 3  | 5  | 6  | 9  | 11 | 12 | 13 | 9  | 8  | 7  | 7  | 8  | 9  | 10 | 8  | 8  | 6  | 5  | 6  | 5  | 6  | 5  | 7  | 8  | 8  | 1       |           |
| OM         | 4  | 8  | 10 | 11 | 7  | 8  | 7  | 9  | 5  | 6  | 5  | 4  | 4  | 4  | 5  | 5  | 4  | 6  | 4  | 4  | 5  | 8  | 7  | 7  | 6  | 7  | 8  | 9  | 10 | 12 |         |           |
| RCR        | 16 | 16 | 16 | 16 | 16 | 16 | 16 | 16 | 16 | 16 | 16 | 15 | 15 | 15 | 15 | 15 | 15 | 15 | 13 | 14 | 12 | 14 | 11 | 13 | 14 | 13 | 14 | 14 | 14 | 14 |         | 25        |
| USMA       | 2  | 1  | 1  | 1  | 1  | 1  | 1  | 1  | 1  | 2  | 2  | 1  | 3  | 2  | 3  | 4  | 5  | 5  | 6  | 5  | 4  | 4  | 4  | 3  | 4  | 3  | 4  | 3  | 3  | 3  | 9       |           |
| USMBA      | 9  | 14 | 13 | 14 | 11 | 13 | 14 | 10 | 7  | 9  | 6  | 9  | 6  | 6  | 8  | 8  | 6  | 3  | 2  | 3  | 2  | 3  | 3  | 4  | 3  | 4  | 3  | 4  | 5  | 4  |         | 3         |
| USMH       | 9  | 13 | 14 | 15 | 15 | 15 | 13 | 14 | 13 | 10 | 8  | 7  | 8  | 9  | 9  | 10 | 10 | 8  | 9  | 10 | 10 | 10 | 10 | 10 | 10 | 10 | 10 | 11 | 13 | 13 |         | 5         |

### Leader par journée
La frise suivante montre l'évolution des équipes ayant successivement occupé la première place :

### Lanterne rouge par journée
La frise suivante montre l'évolution des équipes ayant successivement occupé la dernière place :

### Calendrier
Calendrier publié le 14 juillet 2016

### Résultats
Le tableau suivant récapitule les résultats « aller » et « retour » du championnat (mis à jour après la 30 journée) :
| Résultats (▼dom., ►ext.)                                   | CAB | CRB | CSC | DRBT | ESS | JSK | JSS | MCA | MCO | MOB   | NAHD | OM  | RCR | USMA | USMBA | USMH |
| CA Batna                                                   |     | 0-1 | 0-0 | 0-2  | 0-2 | 0-1 | 1-0 | 1-2 | 2-2 | 2-0   | 0-0  | 3-0 | 1-1 | 2-1  | 1-0   | 1-0  |
| CR Belouizdad                                              | 1-0 |     | 1-2 | 1-0  | 1-0 | 1-1 | 1-0 | 1-0 | 1-1 | 3-0   | 3-2  | 1-1 | 1-0 | 0-1  | 0-1   | 2-0  |
| CS Constantine                                             | 3-1 | 2-1 |     | 4-2  | 2-2 | 0-1 | 1-0 | 2-1 | 1-0 | 2-2   | 1-2  | 1-1 | 0-0 | 1-0  | 3-1   | 0-0  |
| DRB Tadjenanet                                             | 4-1 | 1-2 | 1-0 |      | 1-0 | 1-0 | 2-0 | 0-1 | 1-1 | 1-1   | 2-0  | 1-0 | 2-1 | 0-0  | 0-0   | 1-0  |
| ES Sétif                                                   | 2-0 | 2-1 | 1-0 | 1-0  |     | 0-0 | 1-0 | 2-0 | 0-0 | 4-2   | 4-2  | 1-0 | 3-1 | 2-1  | 1-0   | 0-0  |
| JS Kabylie                                                 | 1-1 | 1-0 | 0-0 | 1-1  | 1-1 |     | 0-0 | 0-0 | 1-1 | 1-1   | 2-1  | 0-1 | 1-0 | 1-1  | 1-0   | 0-0  |
| JS Saoura                                                  | 2-1 | 1-1 | 1-0 | 2-1  | 2-1 | 1-0 |     | 0-0 | 2-0 | 3-0** | 2-1  | 1-1 | 1-0 | 1-0  | 3-0   | 4-1  |
| MC Alger                                                   | 1-0 | 1-0 | 2-1 | 2-1  | 1-2 | 1-1 | 0-0 |     | 1-0 | 4-1   | 1-1  | 4-0 | 2-0 | 2-1  | 3-2   | 0-1  |
| MC Oran                                                    | 0-0 | 0-2 | 2-1 | 2-2  | 1-0 | 0-0 | 3-1 | 0-0 |     | 2-1   | 1-0  | 2-1 | 2-2 | 0-0  | 1-0   | 1-0  |
| MO Béjaïa                                                  | 2-1 | 1-0 | 2-2 | 2-2  | 0-3 | 3-0 | 1-1 | 0-1 | 0-0 |       | 1-1  | 1-2 | 0-1 | 0-0  | 1-1   | 0-1  |
| NA Hussein Dey                                             | 2-0 | 1-1 | 1-2 | 2-1  | 0-2 | 0-1 | 3-2 | 1-0 | 1-0 | 1-0   |      | 2-1 | 1-0 | 1-1  | 1-2   | 3-0  |
| O. Médéa                                                   | 1-0 | 2-1 | 3-2 | 1-1  | 1-3 | 1-2 | 1-1 | 1-1 | 1-0 | 4-0   | 2-1  |     | 2-1 | 1-3  | 1-0   | 0-0  |
| RC Relizane                                                | 5-0 | 1-0 | 3-0 | 3-1  | 0-0 | 3-1 | 3-0 | 3-2 | 0-1 | 1-0   | 0-3* | 1-0 |     | 2-0  | 2-0   | 0-0  |
| USM Alger                                                  | 3-0 | 2-1 | 1-0 | 0-0  | 3-1 | 2-1 | 5-2 | 2-2 | 2-1 | 2-0   | 2-1  | 3-2 | 6-0 |      | 6-2   | 0-2  |
| USM Bel Abbès                                              | 2-0 | 0-0 | 1-0 | 3-1  | 2-1 | 2-0 | 1-1 | 3-2 | 2-0 | 2-1   | 2-2  | 3-0 | 2-0 | 2-1  |       | 0-0  |
| USM El Harrach                                             | 1-1 | 1-1 | 1-1 | 1-0  | 1-0 | 1-0 | 0-0 | 1-2 | 0-0 | 1-0   | 1-1  | 0-0 | 0-0 | 1-1  | 0-2   |      |
| - Victoire à domicile - Match nul - Victoire à l'extérieur |     |     |     |      |     |     |     |     |     |       |      |     |     |      |       |      |

- Match perdu par pénalité + défalcation de 3 points pour le RCR, par décision de la commission de discipline à la suite de la non-tenue de la rencontre face au NAHD.
  - Match gagné sur tapis-vert + défalcation de 1 point pour le MOB (match arrêté à la 52e, le MOB s'étant retrouvé à moins de 7 joueurs donc match perdu, le résultat était de 3-0).

## Statistiques

### Domicile et extérieur
Source : domicile et extérieur Sur LFP.dz
| Rang | Équipe          | Pts | J  | G  | N  | P | Bp | Bc | Diff |
| ---- | --------------- | --- | -- | -- | -- | - | -- | -- | ---- |
| 1    | JS Saoura       | 39  | 15 | 12 | 3  | 0 | 26 | 7  | +19  |
| 2    | ES Sétif        | 39  | 15 | 12 | 3  | 0 | 24 | 7  | +17  |
| 3    | USM Alger       | 38  | 15 | 12 | 2  | 1 | 39 | 15 | +24  |
| 4    | USM Bel Abbès P | 37  | 15 | 11 | 4  | 0 | 27 | 9  | +18  |
| 5    | RC Relizane     | 35  | 15 | 11 | 2  | 2 | 27 | 8  | +19  |
| 6    | MC Alger        | 33  | 15 | 10 | 3  | 2 | 25 | 10 | +15  |
| 7    | DRB Tadjenanet  | 31  | 15 | 9  | 4  | 2 | 18 | 7  | +11  |
| 8    | CR Belouizdad   | 30  | 15 | 9  | 3  | 3 | 18 | 9  | +9   |
| 9    | MC Oran         | 30  | 15 | 8  | 6  | 1 | 17 | 10 | +7   |
| 10   | CS Constantine  | 29  | 15 | 8  | 5  | 2 | 23 | 13 | +10  |
| 11   | NA Hussein Dey  | 29  | 15 | 9  | 2  | 3 | 20 | 13 | +7   |
| 12   | O. Médéa P      | 28  | 15 | 8  | 4  | 3 | 22 | 16 | +6   |
| 13   | JS Kabylie      | 22  | 15 | 4  | 10 | 1 | 11 | 8  | +3   |
| 14   | CA Batna P      | 22  | 15 | 6  | 4  | 5 | 14 | 12 | +2   |
| 15   | USM El Harrach  | 21  | 15 | 4  | 9  | 2 | 10 | 9  | +1   |
| 16   | MO Béjaïa       | 16  | 15 | 3  | 6  | 5 | 14 | 16 | -2   |

| Rang | Équipe          | Pts | J  | G | N | P  | Bp | Bc | Diff |
| ---- | --------------- | --- | -- | - | - | -- | -- | -- | ---- |
| 1    | ES Sétif        | 18  | 15 | 5 | 3 | 7  | 18 | 16 | +2   |
| 2    | MC Alger        | 17  | 15 | 4 | 5 | 6  | 13 | 17 | -4   |
| 3    | JS Kabylie      | 16  | 15 | 4 | 4 | 7  | 9  | 16 | -7   |
| 4    | USM El Harrach  | 15  | 15 | 3 | 6 | 6  | 5  | 12 | -7   |
| 5    | CR Belouizdad   | 13  | 15 | 3 | 4 | 8  | 12 | 16 | -4   |
| 6    | USM Alger       | 12  | 15 | 2 | 6 | 7  | 11 | 17 | -6   |
| 7    | NA Hussein Dey  | 11  | 15 | 2 | 5 | 8  | 18 | 24 | -6   |
| 8    | USM Bel Abbès P | 11  | 15 | 3 | 2 | 10 | 10 | 24 | -14  |
| 9    | MC Oran         | 10  | 15 | 1 | 7 | 7  | 7  | 15 | -8   |
| 10   | CS Constantine  | 10  | 15 | 2 | 4 | 9  | 11 | 20 | -9   |
| 11   | O Médéa P       | 10  | 15 | 2 | 4 | 9  | 10 | 24 | -14  |
| 12   | DRB Tadjenanet  | 8   | 15 | 1 | 5 | 9  | 15 | 25 | -10  |
| 13   | RC Relizane     | 7   | 15 | 1 | 4 | 10 | 7  | 24 | -17  |
| 14   | JS Saoura       | 6   | 15 | 0 | 6 | 9  | 8  | 23 | -15  |
| 15   | MO Béjaïa       | 3   | 15 | 0 | 3 | 12 | 9  | 33 | -24  |
| 16   | CA Batna P      | 3   | 15 | 0 | 3 | 12 | 6  | 30 | -24  |

### Buts marqués par journée
Ce graphique représente le nombre de buts marqués lors de chaque journée. Le total est de 501 buts, ce qui donne une moyenne de 16,70 buts par journée.
La phase allée a vu l'inscription d'un total de 245 buts, soit 16,33 buts par journée.
Pour la phase retour, un total de 256 buts est inscrit, soit une moyenne de 17,06 buts par journée.

### Classement des buteurs
Mise a jour : 15 juin 2017
| #  | Buteur               | Position | Club                       | Buts Note 1 | Pen. Note 1 | Pas. Note 2 | J Note 3 | Min. Note 4 | Pts. Note 5 |
| -- | -------------------- | -------- | -------------------------- | ----------- | ----------- | ----------- | -------- | ----------- | ----------- |
| 1  | Ahmed Gasmi          | ATT      | NA Hussein Dey             | 14          | 8           | 1           | 26       | 2318        | 15          |
| 2  | Mohamed Amine Hamia  | ATT      | O. Médéa P / CR Belouizdad | 13          | 5           | 5           | 26       | 1942        | 18          |
| 3  | Mourad Benayad       | ATT      | RC Relizane                | 11          | 1           | 1           | 24       | 1928        | 12          |
| 4  | Sofiane Balegh       | ATT      | USM Bel Abbès P            | 10          | 1           | 3           | 27       | 1964        | 13          |
| 5  | Moustapha Djallit    | ATT      | JS Saoura                  | 9           | 2           | 2           | 25       | 1987        | 11          |
| 6  | Ahmed Messadia       | ML       | MO Béjaïa                  | 9           | 0           | 2           | 20       | 1391        | 11          |
| 7  | Mohamed Rabie Meftah | DF       | USM Alger                  | 9           | 5           | 4           | 29       | 2589        | 13          |
| 8  | Oussama Darfalou     | ATT      | USM Alger                  | 8           | 0           | 1           | 19       | 1132        | 9           |
| 9  | Akram Djahnit        | ATT      | ES Sétif                   | 8           | 0           | 3           | 27       | 2316        | 11          |
| 10 | Rachid Nadji         | ATT      | ES Sétif                   | 8           | 4           | 3           | 17       | 1032        | 11          |

| Source : Classement des buteurs sur le site de la LFP Algérienne 1 : Nombre de buts inscrits (+) avec nombre de pénaltys (-) 2 : Nombre de passes décisives (+) 3 : Nombre de matchs durant lequel le joueur a marqué (+) 4 : Temps de jeu total en minutes (-) 5 : Nombre de points du club du buteur (+) |

### Classement des passeurs
|    | Passeur                 | Position | Club                       | Pas. Note 1 | J Note 2 | Min. Note 3 | Pts. Note 4 |
| -- | ----------------------- | -------- | -------------------------- | ----------- | -------- | ----------- | ----------- |
| 1  | Mohamed Smain Kherbache | ATT      | CA Batna                   | 5           | 13       | 1037        | 5           |
| 2  | Kaddour Beldjilali      | ML       | USM Alger                  | 5           | 13       | 835         | 5           |
| 3  | Ghislain Guessan        | ATT      | USM Alger                  | 5           | 13       | 843         | 10          |
| 4  | Hadj Bouguèche          | ATT      | MC Alger                   | 4           | 14       | 1168        | 5           |
| 5  | Amine El Amali          | ATT      | USM Bel Abbès P            | 4           | 10       | 819         | 5           |
| 6  | Mohamed El Amine Hammia | ML       | JS Saoura                  | 4           | 11       | 710         | 6           |
| 7  | Abdellah El Moudene     | ML       | DRB Tadjenanet             | 4           | 14       | 839         | 6           |
| 8  | Mohamed Amine Hamia     | ATT      | O. Médéa P / CR Belouizdad | 4           | 14       | 1070        | 10          |
| 9  | Mokhtar Benmoussa       | DF       | USM Alger                  | 3           | 15       | 1092        | 3           |
| 10 | Nabil Ait Fergane       | ML       | RC Relizane                | 3           | 12       | 882         | 3           |

| Source : Classement des passeurs sur le site de la LFP Algérienne 1 : Nombre de passes décisives (+) 2 : Nombre de matchs durant lequel le joueur a effectué une ou plusieurs passes décisives (+) 3 : Temps de jeu total en minutes (-) 4 : Temps de jeu total en minutes (-) |

## Événements de la saison
- 19 août 2016 : L'USM Alger, tenant du titre, s'impose 2-0 contre le MO Béjaïa en ouverture du championnat.
- 20 août 2016 : Le CR Belouizdad contre le MC Oran, classico algérien se termine avec les scores 0-0 au Stade 20-août-1955.

- 20 août 2016 : Lors du choc du 1er choc du championnat, 1er journée, le MC Alger arrache le nul contre la JS Kabylie sur le score de 0-0.

- 20 août 2016 : Mourad Meghni, grand nom du football algérien et recrue star du CS Constantine, permet à son club de tenir tète, au champion africain, de l'ES Sétif grâce à un doublé le match se finit sur le score de 2-2.
- 20 août 2016 : L'O. Médéa, promue de la Ligue 2 Mobilis, gagne son 1er match en ligue 1 Mobilis, de son histoire contre le CA Batna aussi promue.
- 27 août 2016 : L'O. Médéa perd cette fois-ci son 1er match en ligue 1 Mobilis, de son histoire contre le MC Oran.
- 17 septembre 2016 : 0-0 pendant le derby qui oppose l'ES Sétif et la JS Kabylie.

- 17 septembre 2016 : Enfin 1er match nul de L'O. Médéa en ligue 1 Mobilis, contre la JS Saoura sur le score de 1-1.
- 23 septembre 2016 : Derby Mouloudéen qui se termine par la victoire de MC Alger qui affligent du coup la 1re défaite de la saison au MC Oran, score final 1-0.

- 23 septembre 2016 : L'USM Alger s'impose, dans le derby CRB-USMA, à l'extérieur sur le score de 1 but à 0 face au CR Belouizdad grâce à un but de Meziane, et prend seul la tête de la Ligue 1.

.
- 13 octobre 2016 : Journée très attendue en effet, le plus gros derby en Algerie, qui est composé du MC Alger qui joue contre son frère ennemi l'USM Alger, ce match se termine par le score de 2-1 en faveur du MCA.

- 22 octobre 2016 : L'USM Alger s'impose, dans le derby USMA-JSK, sur le score de 2 buts à 1.

- 19 novembre 2016 : Le CR Belouizdad s'impose face a son rival le MC Alger sur le score de 1 buts à 0 de Lakroum 42ème minute

- 22 décembre 2016 : Le MC Alger est sacré Champion d'automne.
- 23 décembre 2016 : Le MC Oran s'impose, contre le CS Constantine, sur le score de 2-1.

## Bilan de la saison
- Meilleure attaque : USM Alger (50 buts marqués)[57].
- Meilleure défense : USM El Harrach (21 but encaissé)
- Premier but de la saison :  Oussama Darfalou   43e pour l'USM Alger contre le MO Bejaia (2-0) le 19 août 2016.
- Dernier but de la saison :   Nacereddine Khoualed   90+3e (pen.) pour l'USM Alger contre la JS Saoura (5-2) le 14 juin 2017[58].
- Premier but contre son camp :  Abderrezak Bentoucha   6e (csc) du RC Relizane en faveur de l'USM Alger (6-0) le 27 août 2016.
- Premier penalty :  Mohamed Meftah   78e (pen.) pour l'USM Alger contre le MO Béjaïa (2-0) le 19 août 2016.
- Premier but sur coup franc direct :  Chamseddine Harrag   28e pour l'USM El Harrach contre le MC Alger (1-2) le 27 août 2016.
- Premier doublé :  Mourad Meghni  24,45 pour le CS Constantine contre l'ES Sétif (2-2) le 20 août 2016.
- Premier triplé :  Oussama Darfalou   23e   77e   83e pour l'USM Alger contre la JS Saoura (3-0) le 14 juin 2017
- Premier carton jaune :  Kamel Yesli  60e pour le MO Béjaïa contre l'USM Alger le 19 août 2016.
- Premier carton rouge :  Abdelhakim Sameur    18e,  41e pour le CS Constantine contre la JS Saoura le 27 août 2016.
- But le plus rapide d'une rencontre :  Youcef Chibane   52e sec. pour le DRB Tadjenanet contre le MO Béjaïa (2-2) le 27 août 2016[59].
- But le plus tardif d'une rencontre :  Toufik Zerara   90+6e pour le CS Constantine contre le CR Belouizdad (1-2) le 17 octobre 2016[59].
- Plus jeune joueur de la saison :  Laid Ouadji à l'âge de 18 ans, pour l'USM El Harrach[60].
- Plus vieux joueur de la saison :  Ali Rial à l'âge de 37 ans, pour la JS Kabylie.
- Équipe concédant le plus grand nombre de pénaltys : CS Constantine, 7 penalty concédé[61].
- Meilleure possession du ballon : USM Alger (62%)
- Journée de championnat la plus riche en buts : 28e journée (29 buts)[62].
- Journée de championnat la plus pauvre en buts : 4e et 10e journée (10 buts)[62]
- Nombre de buts inscrits durant la saison : 501 buts
- Plus grand nombre de buts dans une rencontre : 8
  - 6-2 lors de USM Alger - USM Bel Abbès le 7 juin 2017.
- Plus large victoire à domicile : 6 buts d'écart
  - 6-0 lors de USM Alger - RC Relizane le 27 août 2016.
- Plus large victoire à l'extérieur : 3 buts d'écart
  - 0-3 lors de RC Relizane - NA Hussein Dey le 20 août 2016.
  - 0-3 lors de MO Bejaia - ES Sétif le 7 juin 2017.
- Plus grand nombre de buts en une mi-temps : 4 buts
  - 1re mi-temps lors de USM Alger - RC Relizane (4-0, 6-0) le 27 août 2016.
- Plus grand nombre de buts dans une rencontre pour un joueur : 
  -  Oussama Darfalou   23e   77e   83e pour l'USM Alger contre la JS Saoura (3-0) le 14 juin 2017
- Doublé le plus rapide : 10 minutes
  -  Sofiane Balegh   34e   44e pour l'USM Bel-Abbès contre le MO Bejaia (2-1) le 12 novembre 2016[63].
- Triplé le plus rapide : 
  -  Oussama Darfalou   23e   77e   83e pour l'USM Alger contre la JS Saoura (3-0) le 14 juin 2017
- Les triplés de la saison :
  -  Oussama Darfalou   23e   77e   83e pour l'USM Alger contre la JS Saoura (3-0) le 14 juin 2017
- Plus grand nombre de spectateurs dans une rencontre : 80 000 spectateurs lors de MC Alger - USM Alger le 13 octobre 2016
- Champion d'automne : MC Alger
- Champion : ES Setif

## Tableau d'honneur
| Championnat d'Algérie de football 2016-2017 |                          |
| Champion                                    | ES Sétif (8e titre)      |
| Dauphin                                     | MC Alger                 |
| Coupes et trophées                          |                          |
| Vainqueur de la Coupe d'Algérie 2016-2017   | CR Belouizdad (7e titre) |
| Qualifications continentales                |                          |
| Ligue des champions de la CAF 2018          | ES Sétif                 |
| Ligue des champions de la CAF 2018          | MC Alger                 |
| Coupe de la confédération 2018              | USM Alger                |
| Coupe de la confédération 2018              | USM Bel-Abbès            |
| Coupe de la confédération 2018              | CR Belouizdad            |
| Championnat arabe des clubs 2017-2018       | ES Sétif                 |
| Championnat arabe des clubs 2017-2018       | JS Saoura                |
| Promotions et relégations                   |                          |
| Promus en Ligue 1                           | Paradou AC               |
| Promus en Ligue 1                           | USM Blida                |
| Promus en Ligue 1                           | US Biskra                |
| Relégués en Ligue 2                         | RC Relizane              |
| Relégués en Ligue 2                         | CA Batna                 |
| Relégués en Ligue 2                         | MO Béjaïa                |